# تپه عجملو
تپه عجملو مربوط به هزاره ۵ قبل از میلاد است و در شهرستان نقده، بخش مرکزی، دهستان میرآباد، روستای عجملو واقع شده و این اثر در تاریخ ۷ خرداد ۱۳۸۷ با شمارهٔ ثبت ۲۲۸۸۵ به‌عنوان یکی از آثار ملی ایران به ثبت رسیده است.